# HD 96167 b
HD 96167 b je zunajosončni planet, ki je od nas oddaljen približno 280 svetlobnih let. Nahaja se v ozvezdju Čaše, kjer kroži okoli podorjakinje 8. magnitudnega razreda tipa G HD 96167. To je planet, podoben Jupitru, ki kroži po tirnici na 1,3 AU v izrazito eliptični tirnici. Planet je bil odkrit 17. aprila 2009.